# ملاط

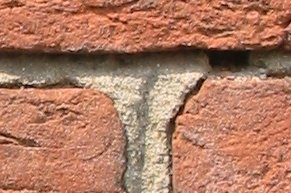
ملاط يربط بين طوب معرض للهواء

الملاط أو المونة مادة بناء تستخدم لربط الطوب أو الطابوق أو الحجر ولملء الفراغات بينها. الملاط بصورة عامة يصنع على شكل عجينة تصبح صلبة حين تجف وتتكون من مواد مختلفة مثل الطين أو الصلصال أو النورة أوالاسمنت أو خليط من هذه المواد وقد يضاف إليها الرمل.

## الملاط القديم
كان الملاط قديما يُصنع من الصلصال والطين. وبسبب عدم وجود الحجارة ووفرة الطين، كانت منشآت بلاد بابل من الطوب المشوي، باستخدام الجير أو الزفت في الملاط. وحسب غريسمان الروماني، فإن الدليل للاستخدام البشري هو نموذج من الملاط في الزقورة في سيالك في إيران، بُنيت من طوب مجفف بالشمس، في 2900 قبل الميلاد. معبد تشوغا زانبيل في إيران بُني منذ حوالي 1250 قبل الميلاد باستخدام طوب مشوي بالفرن وملاط قوي من البيتومين.
في وقت مبكر شُيّدت الأهرامات المصرية حوالي 2500-2600 قبل الميلاد، حيث أن كتل الحجر الجيري كانت تُقيّد مع بعضها بواسطة ملاط الطين والصلصال، أو الصلصال والرمل. في وقت لاحق في الأهرامات المصرية، كان الملاط يُصنع إما من الجص أو الجير. الملاط المصنوع من الجص كان مصنوعا أساسا من خليط من القصارة والرمل وكانت لينة جدا.
في شبه قارة الهند، لوحظت أنواع إسمنت متعددة في مواقع حضارة وادي السند، مثل مدينة-مستوطنة موهينجو-دارو التي تعود إلى ما قبل 2600 قبل الميلاد. الإسمنت الجبسيّ كان «رمادي فاتح ويحتوي على الرمل، والصلصال، وآثار من كربونات الكالسيوم، ونسبة عالية من الجير» كان يُستخدم في بناء الآبار، والصرف الصحي وعلى الخارج من «الأبنية المهمة المظهر».ملاط البيتومين كان يُستخدم أيضا لكن في تردد أقل، بما في ذلك في الحمام الكبير في موهينجو-دارو.
تاريخياً، البناء باستخدام الخرسانة والملاط ظهر لاحقا في اليونان. كشفت أعمال التنقيب تحت الأرض لقناة ميغارا أن الخزان كان مُغطى بالملاط البوزولاني سمكه 12 ميلليمتر. هذه القناة تعود إلى 500 قبل الميلاد. الملاط البوزولاني هو ملاط ركيزته الأساسة هي الجير، لكنه مصنوع مع مادة مُضافة من الرماد البركاني التي تتيح له أن يتصلّب تحت الماء، ولهذا يُعرف بـ الإسمنت الهيدروليكي. اليونانيون حصلوا على الرماد البركاني من الجزر اليونانية ثيرا ونيزيروس، أو من ثم المستعمرة اليونانية لـDicaearchia (بوتسوولي) قرب نابولي، إيطاليا. فيما بعد حسّن الرومانيون استخدام ووسائل صُنْع فيما أصبح يُعرف باسم الملاط والإسمنت البوزولاني. حتى في وقت لاحق، استخدم الرومانيون الملاط من دون البوزولانا مُستخدمين بدلا من ذلك مزيج من مسحوق الطين نضيج، وأكسيد الألومنيوم وثنائي أكسيد السيليكون. هذا الملاط كان أقوى من الملاط البوزولاني، لكن، لأنه كان أكثر كثافة فإنه يقاوم اختراق الماء بشكل أفضل.
الملاط الهيدروليكي كان غير مُتاح في الصين القديمة، وربما يعود ذلك لعدم توفر الرماد البركاني. حوالي 500 ميلادية، خُلط حساء الأرز اللزج مع هيدروكسيد الكالسيوم لصنع مركب ملاط عضوي - غير عضوي والذي كان أكثر قوة ومقاومة للماء من النورة.
ليس مفهوماً كيفية فن صُنع الملاط الهيدروليكي والإسمنت، الذي كان مثاليا ومُستعمل على نطاق واسع عند كل من اليونانيين والرومانيين، والذي كان مفقودا في ألفي سنة تقريبا. خلال العصور الوسطى عندما كان يجري بناء الكاتدرائيات القوطية، كان العنصر النشط الوحيد في الملاط هو الجير. وبسبب أن النورةالمعالَجة يمكن أن تنحل بتلامسها مع الماء، فإن العديد من الأبنية عانت من الرياح في مهب المطر عبر القرون.

## الملاط الإسمنتي البورتلاندي
ملاط الإسمنت البورتلاندي (كثيرا ما يُعرف اختصارا بـ الملاط الإسمنتي) مؤلف من خليط من الإسمنت البورتلاندي العادي (OPC)، وهيدروكسيد الكالسيوم، والرمل مع الماء. اُخترع ذلك في عام 1794 من قبل جوزيف أسبدين وبراءة اختراع في 18 كانون الأول عام 1824، نتيجة الجهود العلمية المختلفة لتطوير ملاط أقوى مما هو عليه في ذلك الوقت. وقد صَنع شعبيّة خلال القرن التاسع عشر، وبحلول عام 1930 حلّ محل ملاط الجير في البناء الجديد وذلك بسبب الحرب العالمية الأولى. والأسباب الرئيسية لذلك أن الإسمنت البورتلاندي يجمد بقسوة وسريعاً، وبالتالي يسمح بوتيرة بناء أسرع، ويتطلب من العمال مهارة أقل. ومع ذلك، كقاعدة عامة، فإن الإسمنت البورتلاندي لا يجب أن يُستخدم لإصلاح المباني القديمة المُشيّدة باستخدام الملاط المصنوع من الجير، والتي تتطلب المرونة، والليونة وإمكانية تنفس الجير إذا كانت تعمل بالشكل الصحيح.

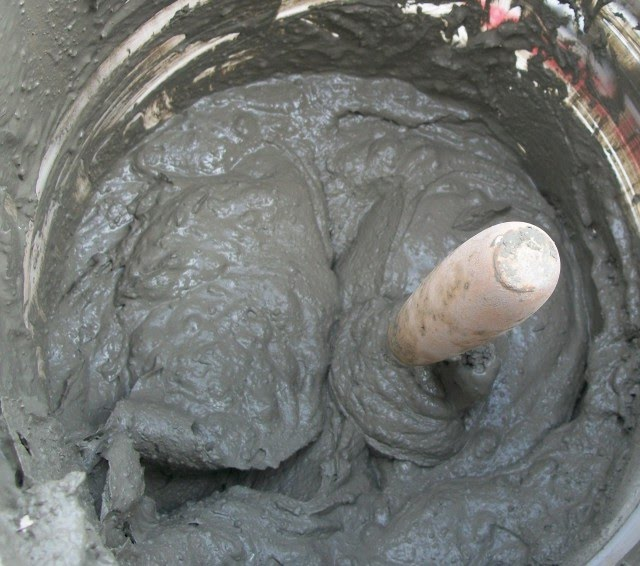
ملاط خُلط في دلو 5 غالون باستخدام المياه النظيفة وملاط من كيس. وعندما يكون التماسك الصحيح كما في الصورة (المجرفة واقفة) فإنها جاهزة للتطبيق.

في الولايات التمتحدة الأمريكية (و دول أخرى)، واحد من خمسة أنواع من الملاط القياسي (متوفر كمنتج مخلوط جاف) يُستخدم عادة في كل من الأبينة الجديدة والإصلاح. إن نسبة كل من الإسمنت، والجير، والرمل المُدرجة في كل نوع من الملاط تُنتِج قوى مختلفة للملاط. يتم تحديد نسبة التراكيب في كل نوع من قبل منظمة معايير الجمعية الأمريكية لاختبار المواد (اختصاراً:ASTM). مُنتج خليط الملاط مُصمم من أحد الأحرف الخمسة (M , S, N, O, K) حيث أن الملاط من النوع M يكون ذو القوة الأعلى ونوع K الأضعف. الأحرف هذه مأخوذة من الأحرف المتعاقبة للكلمات "MaSoN wOrK"

## الملاط الإسمنتي البوليمري
الملاط الإسمنتي البوليمري (اختصاراً:PCM) هو المادة المصنوعة عن طريق استبدال جزئي لروابط هيدرات الإسمنت من المونة الإسمنتية التقليدية مع البوليمرات. تشمل الخلطات البوليمرية اللثى أو المستحلبات، إعادة تشتيت مسحوق البوليمر، إذابة البوليمرات، الراتنجات السائلة والمونومرات. إن نفوذيتها منخفضة، كما أنها تقلل من حدوث تكسير الانكماش الجاف. والمصممة أساساً لإصلاح الهياكل الخرسانية، على سبيل المثال انظر MagneLine.

## النورة
يمكن زيادة سرعة التجمد باستخدام الحجر الجيري غير النقي في الفرن، وذلك لتشكيل جير هيدروليكي يستطيع التجمد بملامسة الماء له. ويجب تخزين هذا الجير على شكل مسحوق جاف. بدلا من ذلك، يمكن إضافة مادة البوزولانا مثل الطين المُكلس أو غبار الطوب لخليط الملاط. وهذا سيكون له نفس التأثير لجعل تجمد الملاط بسرعة معقولة عن طريق التفاعل مع الماء في الملاط.
إن استخدام الإسمنت البورتلاندي في إصلاح المباني المُشيّدة سابقا باستخدام النورة قد يكون إشكاليا. والسبب يعود إلى أن النورة أكثر ليونة من ملاط الإسمنت، مما يتيح للطوب في درجة معينة من المرونة بالانتقال للتكيّف مع تغير الأرض أو الظروف المتغيرة الأخرى. ملاط الإسمنت أكثر صلابة ويسمح بمرونة أقل. وعكس ذلك فإنه من الممكن أن يسبب الطوب تصدّع حيث يوجد نوعين من الملاط في جدار واحد.
يعتبر ملاط الجير بأنه يتنفس وبالتالي يسمح للرطوبة بالتحرك خلاله والتبخر من سطحه. في المباني القديمة مع الجدران التي تتحرك بمرور الزمن، غالبا ما يكون هناك تشققات والتي تسمح لماء المطر بالدخول للهيكل. ملاط الجير يسمح لتلك الرطوبة بالتبخر وبالتالي يبقى الجدار جافاً. إعادة ملئ أو طلاء جدار قديم بملاط الإسمنت يوقف ذلك التبخر ويسبب مشاكل مرتبطة بالرطوبة وراء الإسمنت.

## ملاط البوزولانا
البوزولانا هي مادة جيدة، رماد بركاني رملي، اكتشفت أصلا وحُفرت في إيطاليا في بوتسوولي حول جبل فيزوف، وفي عدد من المواقع الأخرى لاحقاً. تحدث المعماري الروماني القديم فيتروفيو عن أربع أنواع من البوزولانا. وهي وُجدت في جميع المناطق البركانية في إيطاليا وبمختلف الألوان: الأسود والأبيض والرمادي والأحمر.
وعندما يُطحن جيداً ويُخلط مع الجير فإنه يصبح كالإسمنت البورتلاندي ويصنع ملاط قوي يستطيع أيضا أن يتجمد تحت الماء.

## الملاط المضاد للحرائق
الملاط المضاد للحرائق هو ملاط يُستخدم عادة لمعظم الفتحات الكبيرة في الجدران والأرضيات التي تتطلب أن تكون مقاومِة للحرائق. وهو عنصر الحماية السلبية من الحرائق. الملاط المضاد للحرائق يختلف في الصيغة والخصائص عن معظم المواد الإسمنتية الأخرى[بحاجة لمصدر] ولا يمكن أن يكون بديلاً للملاط العادي من دون انتهاك قائمة و مستحسنات الاستخدام والامتثال.
الملاط المضاد للحرائق عادة ما يكون مركب من مسحوق ممزوج مع الماء، يُشكّل حجر إسمنتي صعب الجفاف. وأحيانا يُخلط مع تكتُّلات خفيفة الوزن، مثل البيرلايت أو فيرميكيوليت [بحاجة لمصدر] . وفي بعض الأحيان يُصبغ لتمييزه عن مواد عامة أخرى[بحاجة لمصدر] في محاولة لمنع الاستبدال غير القانوني وتمكين تثبيت لـ قائمة الشهادات.

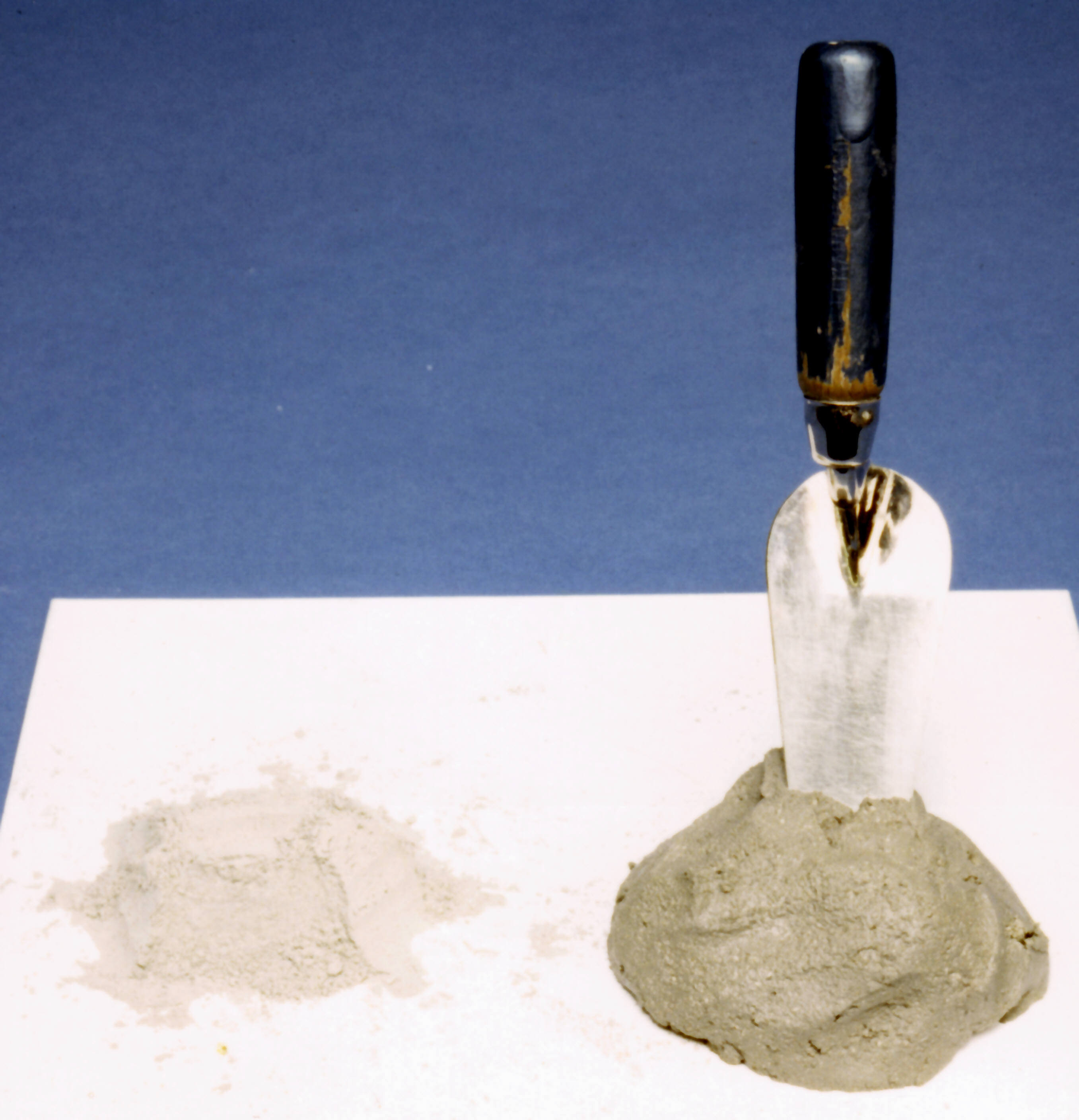
ملاط مُكوًن.
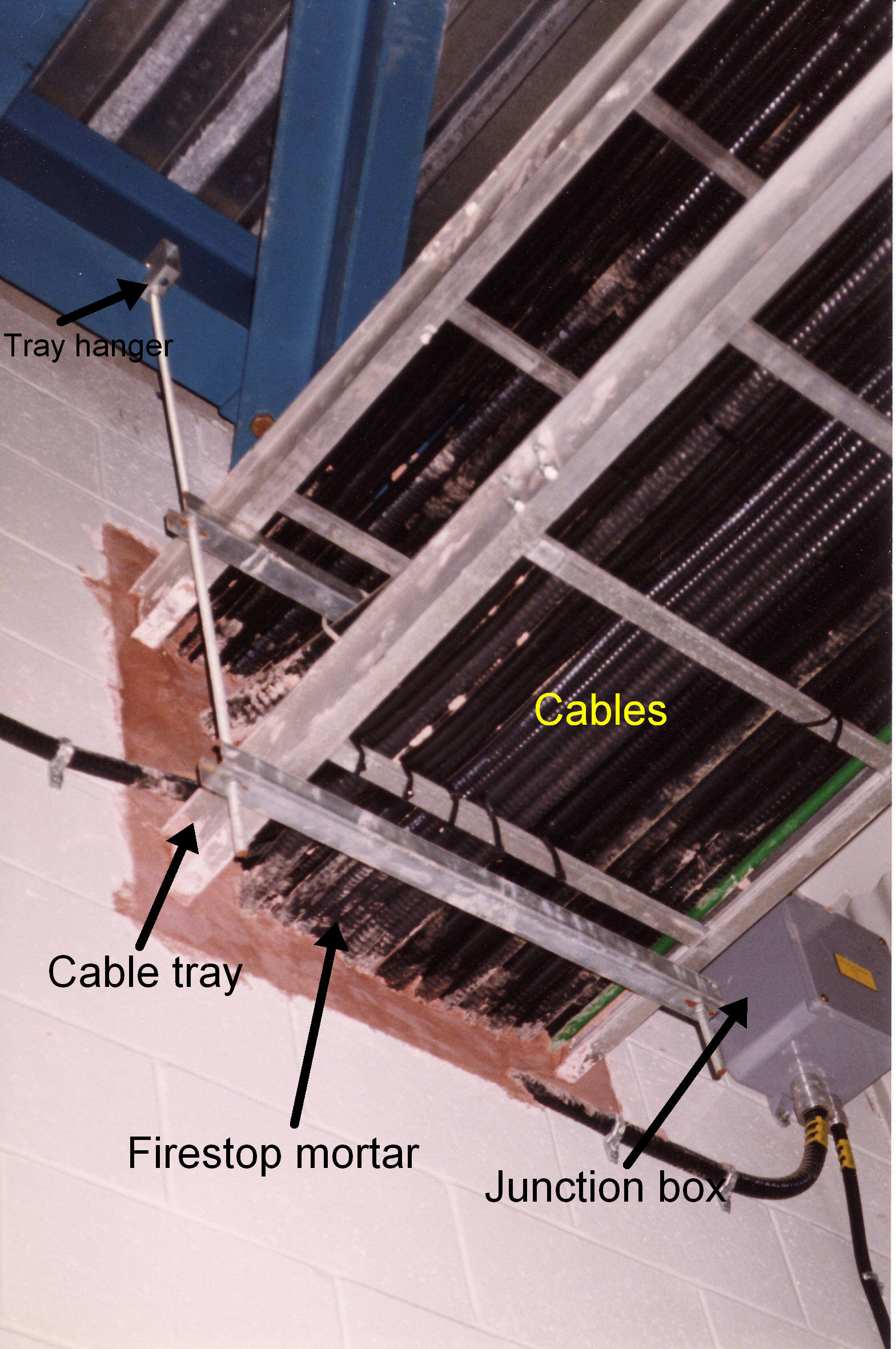
علبة كابلات مضادة للحرائق متغلغلة فيما بينها .
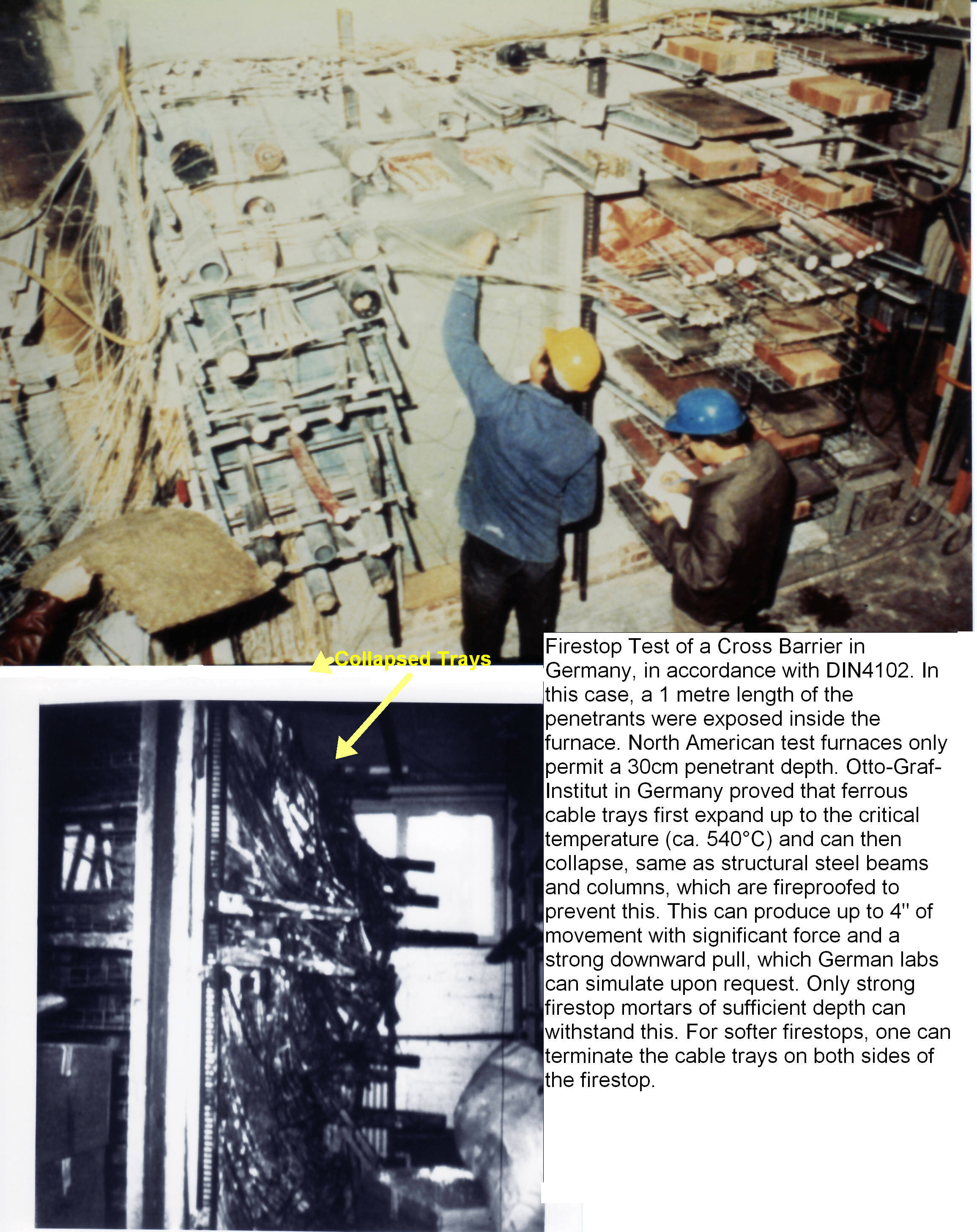
علبة كابلات تخترق حاجز اختبار المضاد للحرائق .

## إشعاعيا
فريق دولي برئاسة أوبو أكاديمي طوّر طريقة لتحديد عمر الملاط باستخدام التأريخ بالكربون المشع. وعندما يقسو الملاط، الغلاف الجوي الحالي يُغلَّف في الملاط وبالتالي يوفر عينة للتحليل وبالتالي يوفر عينة للتحليل. التحدي الوحيد والرئيسي هو العوامل المختلفة التي تؤثر على العينة وتزيد احتمال الخطأ في التحليل.